# Ворм-Спрінгс (Вірджинія)
Ворм-Спрінгс (англ. Warm Springs) — переписна місцевість (CDP) в США, в окрузі Бат штату Вірджинія. Населення — 121 особа (2020).

## Географія
Ворм-Спрінгс розташований за координатами 38°2′42″ пн. ш. 79°46′43″ зх. д. / 38.04500° пн. ш. 79.77861° зх. д. (38.045081, -79.778598).  За даними Бюро перепису населення США в 2010 році переписна місцевість мала площу 3,91 км², з яких 3,91 км² — суходіл та 0,00 км² — водойми.

## Демографія
Згідно з переписом 2010 року, у переписній місцевості мешкали 123 особи в 66 домогосподарствах у складі 30 родин. Густота населення становила 31 особа/км².  Було 108 помешкань (28/км²).
Расовий склад населення:
| - 82,9 % — білих - 15,4 % — чорних або афроамериканців - 0,8 % — азіатів |

До двох чи більше рас належало 0,8 %. Частка іспаномовних становила 16,3 % від усіх жителів.
За віковим діапазоном населення розподілялося таким чином: 12,2 % — особи молодші 18 років, 62,6 % — особи у віці 18—64 років, 25,2 % — особи у віці 65 років та старші. Медіана віку мешканця становила 50,2 року. На 100 осіб жіночої статі у переписній місцевості припадало 115,8 чоловіків;  на 100 жінок у віці від 18 років та старших — 103,8 чоловіків також старших 18 років.
Цивільне працевлаштоване населення становило 42 особи. Основні галузі зайнятості: мистецтво, розваги та відпочинок — 16,7 %.